# Karnakuppe, Hunsur
Karnakuppe là một làng thuộc tehsil Hunsur, huyện Mysore, bang Karnataka, Ấn Độ.